# Комазец, Арьян
Арьян Комазец (хорв. Arijan Komazec; род. 23 января 1970, Задар) — югославский и хорватский баскетболист.
Был игроком сборной Югославии, а после провозглашения независимости Хорватии выступал за хорватскую сборную. Был в команде, которая завоевала серебряные медали на Олимпийских играх в Барселоне.
В составе «Панатинаикоса» выиграл Кубок Греции. В составе «Задара» в 2000 году завоевал Кубок Крешимира Чосича.
В сезоне 2000/2001 был игроком «Ванкувер Гриззлис». Но провёл в этом клубе всего месяц, не сыграв ни одной игры в НБА.